# Kotschetok (Weiler an der Bolschaja Kuriza)
Kotschetok (russisch Кочеток) ist ein Weiler (chutor) in der Oblast Kursk in Russland. Er gehört zum Rajon Fatesch und zur Landgemeinde (selskoje posselenije) Bolscheschirowski selsowjet.

## Geographie
Der Ort liegt gut 32 km Luftlinie nordwestlich des Oblastverwaltungszentrums Kursk im südwestlichen Teil der Mittelrussischen Platte, 15 km südöstlich des Rajonverwaltungszentrums Fatesch, 7 km vom Sitz des Dorfsowjet – Bolschoje Schirowo, 107 km von der Grenze zwischen Russland und der Ukraine, am Fluss Bolschaja Kuriza (rechter Nebenfluss des Seim).

### Klima
Das Klima im Ort ist wie im Rest des Rajons kalt und gemäßigt. Es gibt während des Jahres eine erhebliche Niederschlagsmenge. Dfb lautet die Klassifikation des Klimas nach Köppen und Geiger.

## Bevölkerungsentwicklung
| Jahr | Einwohner |
| ---- | --------- |
| 2002 | 49        |
| 2010 | 22        |

Anmerkung: Volkszählungsdaten

## Verkehr
Kotschetok liegt 7,5 km von der Fernstraße föderaler Bedeutung M2 „Krim“ als Teil der Europastraße E105, 17 km von der Straße regionaler Bedeutung 38K-018 (Kursk – Ponyri), an der Straße 38K-039 (Fatesch – 38K-018) und 22,5 km von der nächsten Eisenbahnhaltestelle 517 km (Eisenbahnstrecke Orjol – Kursk) entfernt.
Der Ort liegt 155 km vom internationalen Flughafen von Belgorod entfernt.